# Monasterio de San Juan Bautista (Corias)
El monasterio de San Juan Bautista de Corias, también conocido como el Escorial Asturiano, es un complejo monumental que se encuentra en la localidad asturiana de Corias, en el concejo de Cangas del Narcea (España). Está situado en la margen derecha del río Narcea.
El monasterio, rehabilitado, funciona desde 2013 como Parador Nacional.

## Descripción
Fue fundado en 1032 gracias a los esfuerzos de los condes Piniolo Jiménez y Aldonza Muñoz y pasó a ser ocupado por monjes benedictinos. 
Arias Cromaz familiar de Piniolo Jiménez y Aldonza Muñoz fue el primer abad del monasterio quien lo gobernó durante diecinueve años antes de convertirse en obispo de Oviedo
Entre los siglos XII y XIII alcanzó su máximo esplendor, llegando a poseer tierras en la mayor parte del occidente de Asturias e incluso de la vecina provincia de León. 
A lo largo de los siguientes siglos fue sufriendo diversas modificaciones y añadidos. En 1773 tuvo que ser reconstruido en su mayor parte debido a que sufrió un grave incendio en el que solo quedó en pie la iglesia. Las obras, dirigidas por Miguel Ferro Caaveiro, dispusieron las dependencias del edificio, de estilo neoclásico y planta rectangular, alrededor de dos patios, con la iglesia situada en uno de sus laterales. 
En 1835 el edificio pasó a ser escuela y cárcel. En 1860 fue cedido a los dominicos, que lo utilizaron como colegio para formar a los misioneros. En 1982 fue declarado Monumento Histórico -Artístico Nacional. 
El monasterio fue rehabilitado de 2006 a 2012 para servir como Parador Nacional. Como tal se inaugura el 15 de julio de 2013 con la presencia de la Reina Doña Sofía.

### Sepultura del rey Bermudo I de Asturias
Existe controversia entre los historiadores sobre el paradero de los restos del rey Bermudo I «el Diácono», rey de Asturias, pues mientras que algunos señalan que sus restos descansan en la capilla del Rey Casto de la catedral de Oviedo, otros manifiestan que se encuentran en el monasterio de San Juan Bautista de Corias. Según refiere el cronista Ambrosio de Morales, Bermudo I fue sepultado en la ermita de Ciella, junto con su esposa, la reina Uzenda Nunilona, y su hija, la infanta Cristina, y sus restos mortales permanecieron allí hasta que Alfonso VII el Emperador, rey de León, ordenó trasladarlos al monasterio de San Juan Bautista de Corias. Allí fueron colocados los restos de los tres nobles, frente al altar de San Martín, en el interior de tres arcos de piedra, sobre los que fue colocado el siguiente epitafio, desaparecido en la actualidad:

SEPVLCHRVM REGIS VEREMVUNDI ET VXORIS DOMINAE OZENDAE, ET INFANTISSAE DOMINAE CHRISTINAE. TRANSLATI A CIELLA.

No obstante lo anterior, la Primera Crónica General señala que el rey Bermudo I el Diácono fue sepultado en Oviedo junto con su esposa, la reina Uzenda Nunilona, lo que vendría a confirmar la hipótesis de que el rey fue sepultado en la capilla del rey Casto de la Catedral de Oviedo.
No obstante, debido a la remodelación que sufrió la capilla del Rey Casto de la Catedral de Oviedo a comienzos del siglo XVIII, resultaría imposible en la actualidad la identificación e individualización de los restos mortales del rey Bermudo I, que se cuenta entre los allí sepultados.

## La iglesia
La iglesia cuenta con varias capillas:
- Capilla de San Pedro
- Capilla del Santo Cristo
- Capilla de San Pedro de Verona
- Capilla de San José
- Capilla de Santo Tomás de Aquino

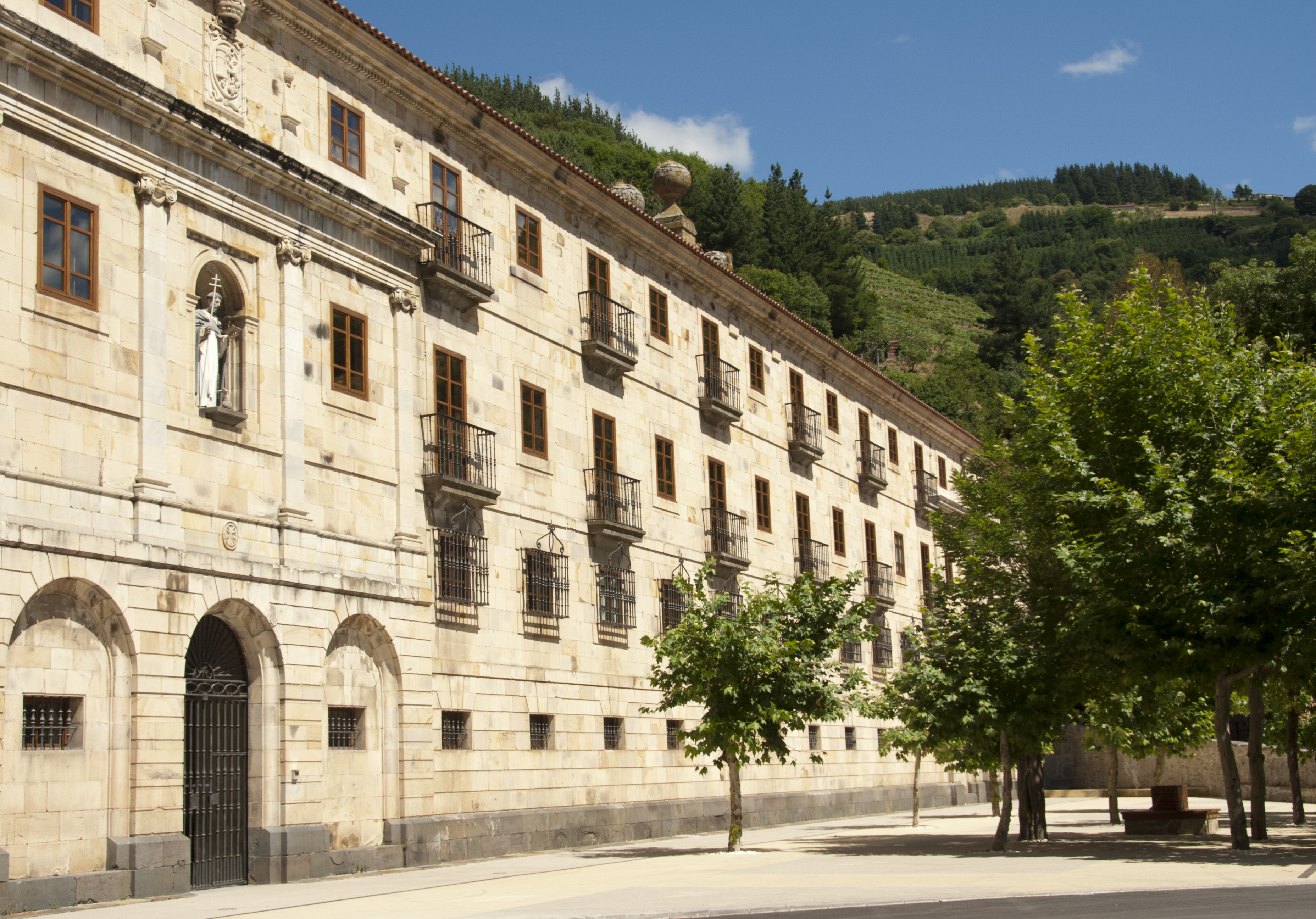
Fachada exterior
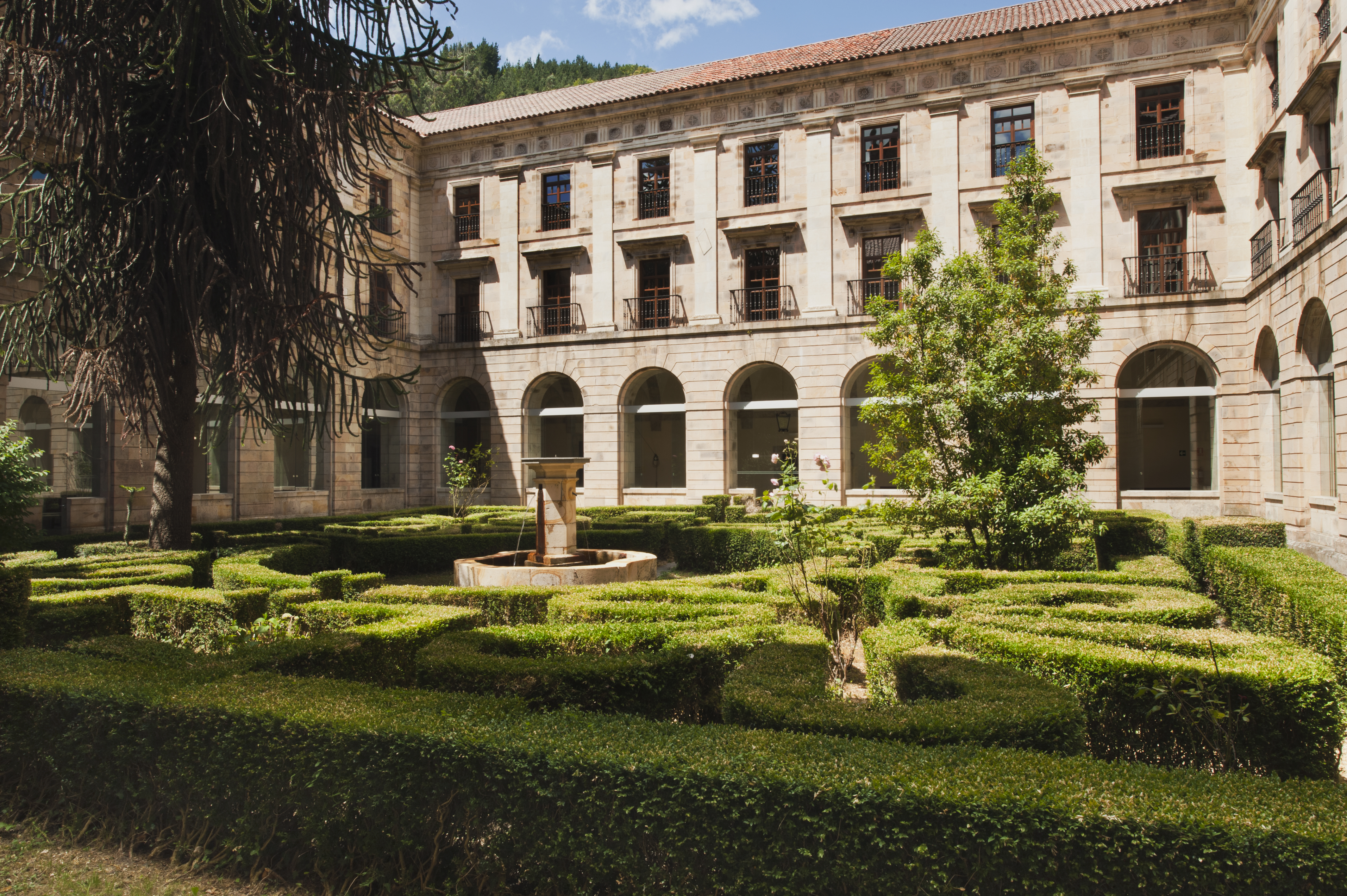
Claustro
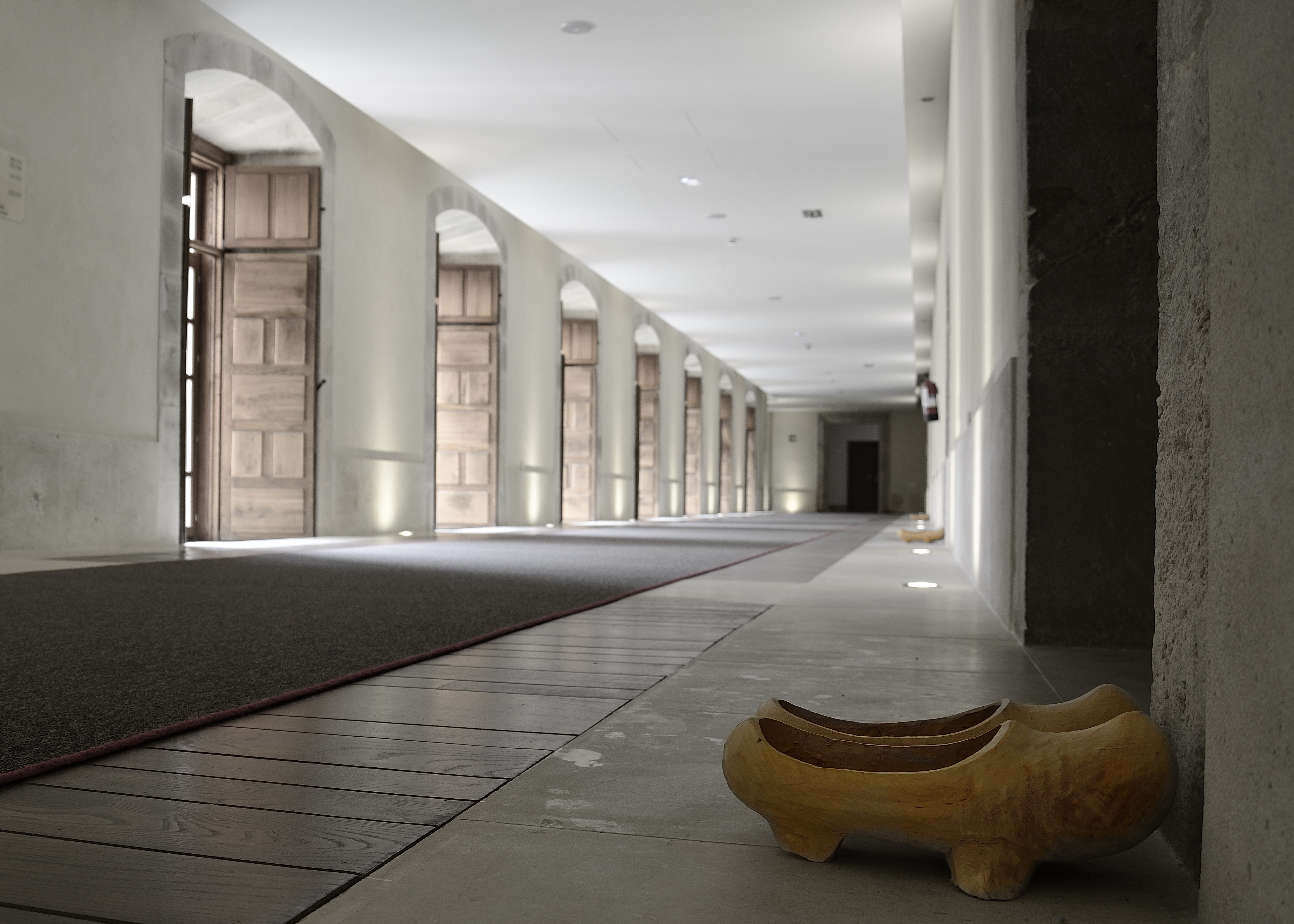
Claustro interior
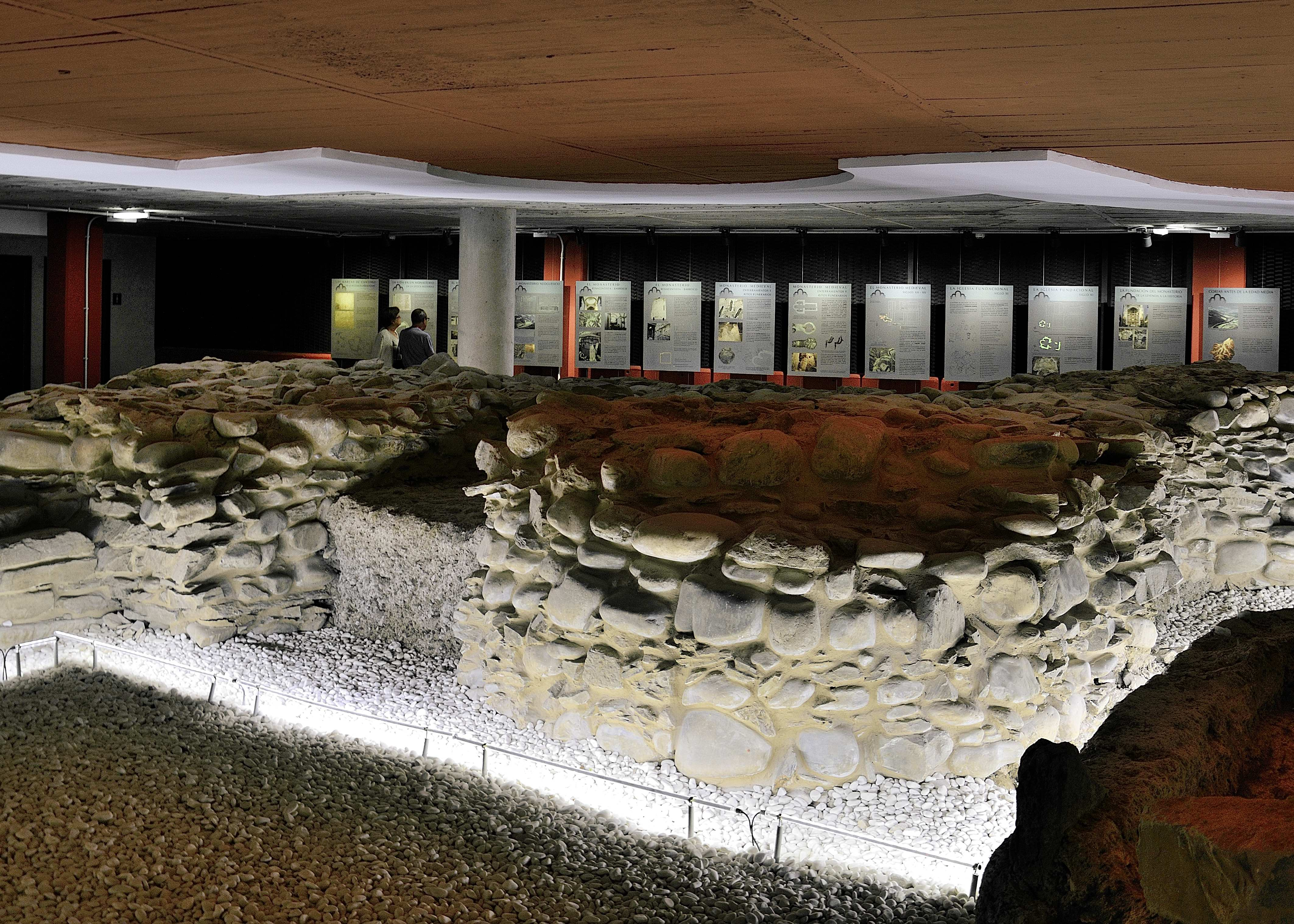
Ruinas de la iglesia fundacional del siglo xi con sarcófago incluido en el sótano del parador nacional.
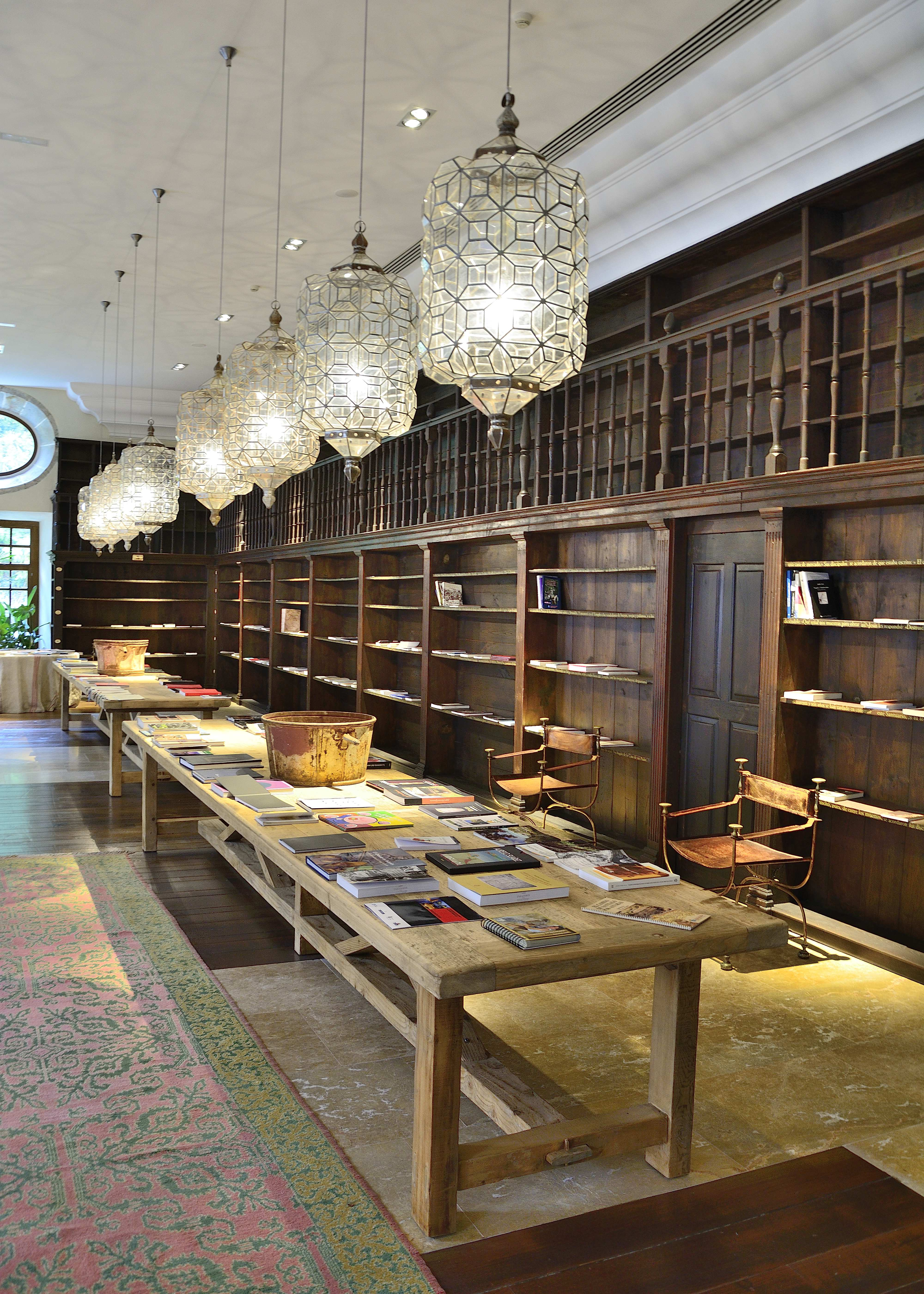
Biblioteca
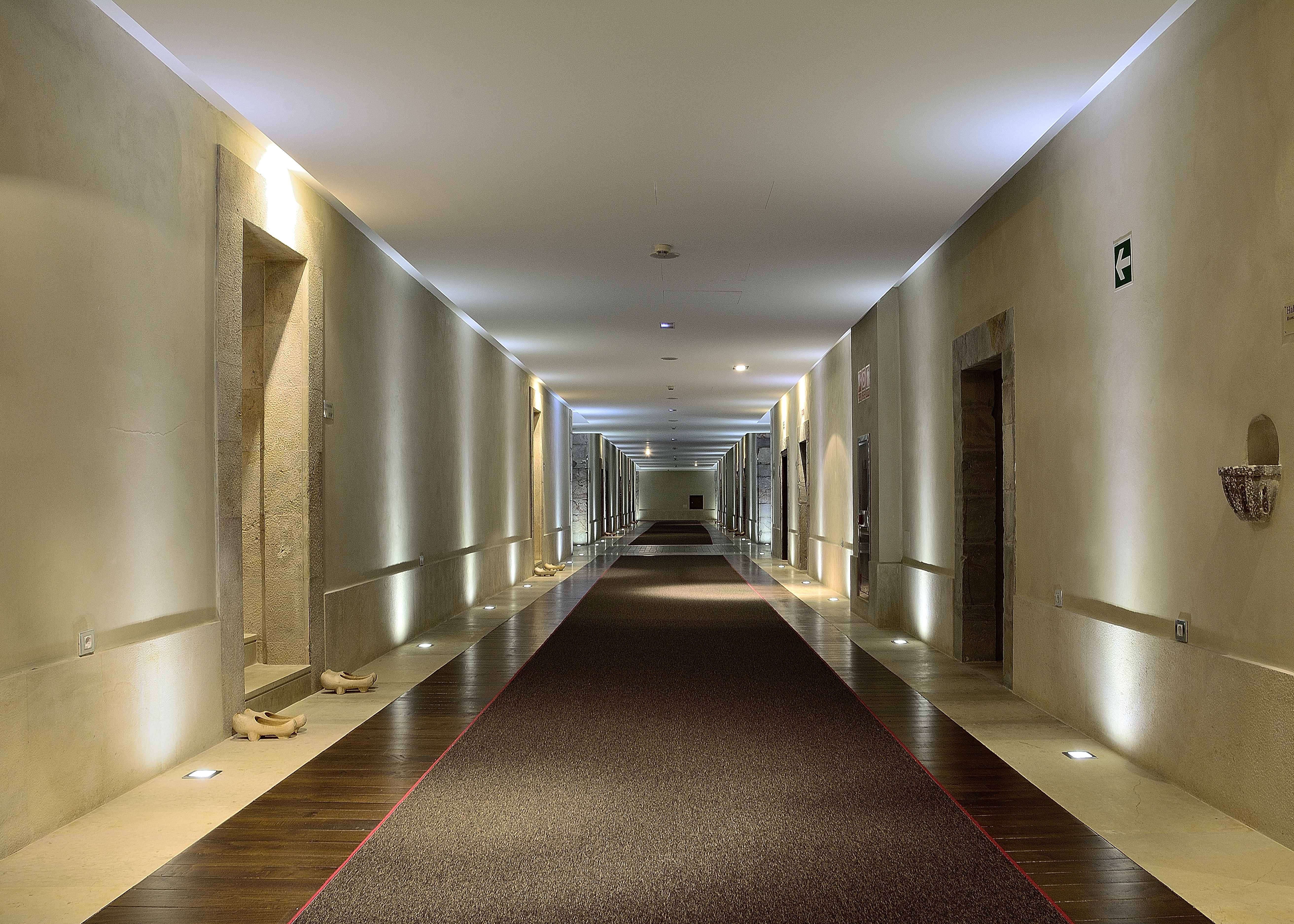
Pasillo
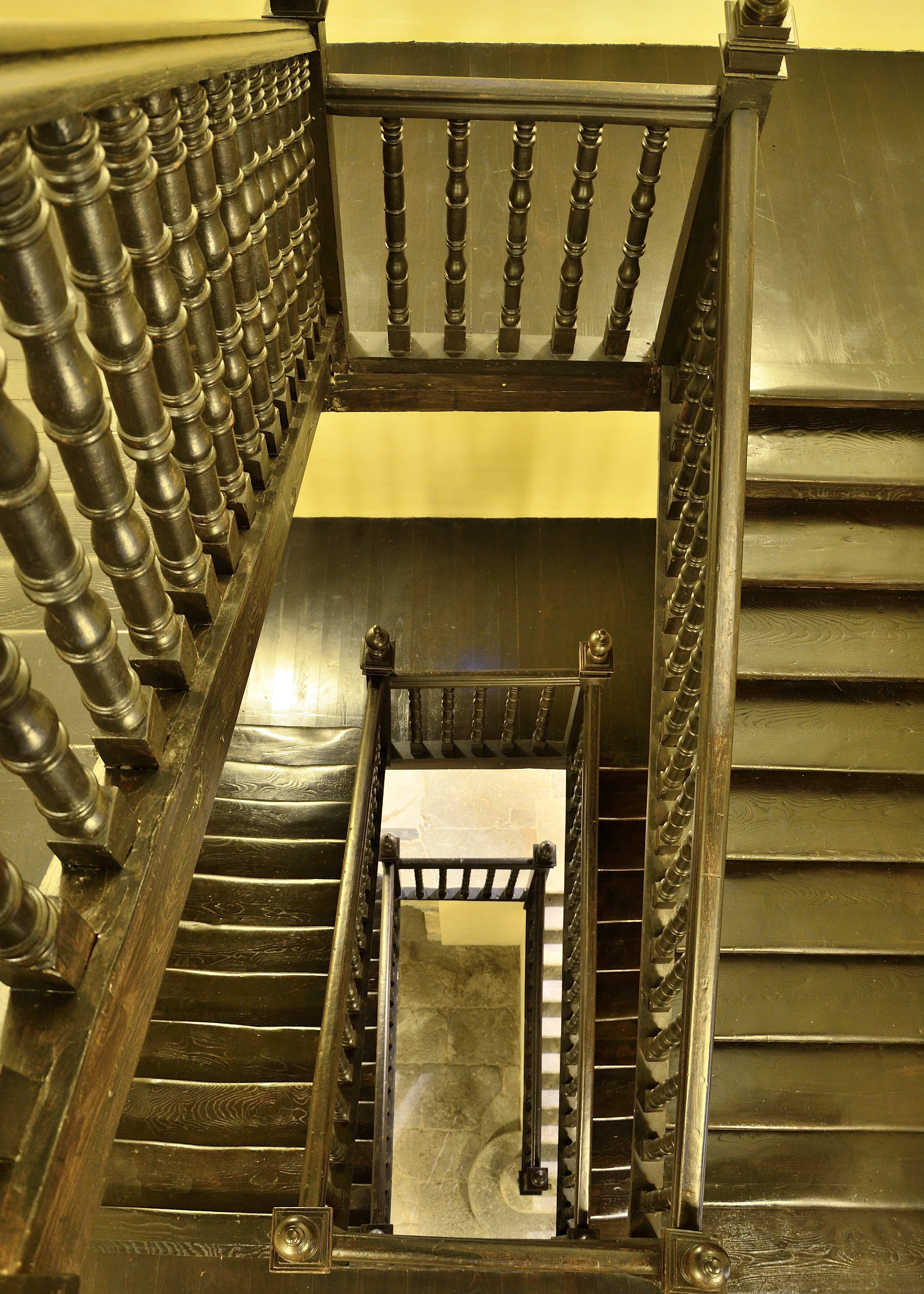
Escalera